# Paul Paray

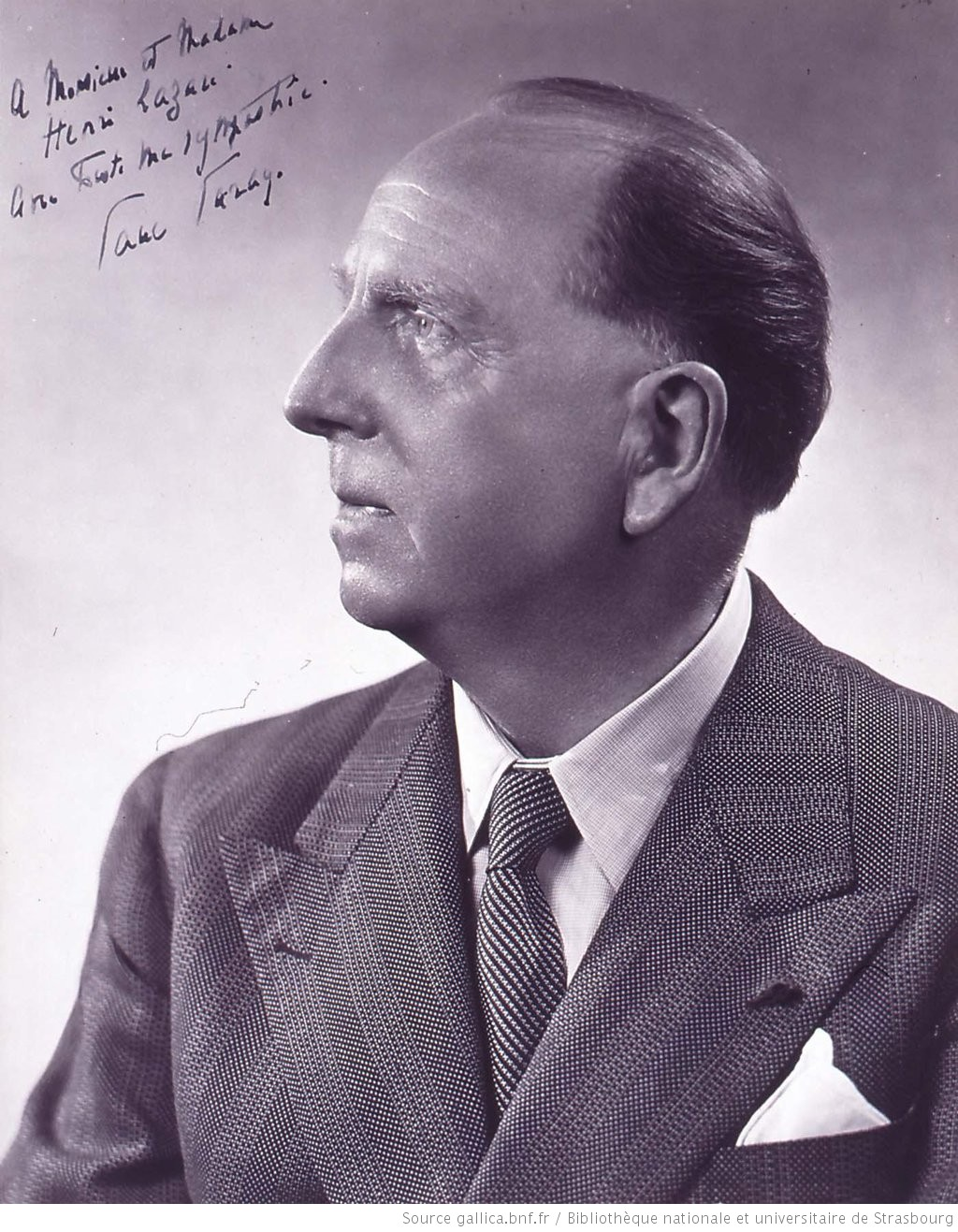

Paul Paray (* 24. Mai 1886 in Le Tréport, Département Seine-Inférieure; † 10. Oktober 1979 in Monte Carlo) war ein französischer Dirigent und Komponist.

## Leben und Werk
Paray hatte ersten Unterricht bei seinem Vater, der Organist war, und besuchte die Chorschule Saint-Evode in Rouen, bevor er im Alter von 17 Jahren in das Conservatoire de Paris eintrat. Hier studierte er bei Xavier Leroux und Georges Caussade. Daneben betätigte er sich als Cellist am Sarah Bernhardt Theater und als Pianist beim Cabaret Les Quat’Z’Arts, für das er unter dem Pseudonym Paul Apria komponierte.
1911 gewann er mit der Kantate Yanitza den Premier Grand Prix de Rome. Sein mit dem Preis verbundener Aufenthalt in der Villa Medici in Rom wurde durch den Ausbruch des Ersten Weltkrieges unterbrochen. Er wurde zum Kriegsdienst eingezogen und kam nach wenigen Monaten in deutsche Kriegsgefangenschaft.
Nach dem Krieg wurde er zunächst Zweiter Dirigent, dann Chefdirigent des Orchestre Lamoureux, das er bis 1928 leitete. Er führte mit dem Orchester Werke zeitgenössischer Komponisten wie Gabriel Fauré, Pierre de Bréville, Gabriel Pierné, Maurice Ravel, Florent Schmitt, Albert Roussel, André Caplet, Marcel Dupré, Claude Delvincourt, Jacques Ibert und Maurice Duruflé auf und stellte dem Pariser Publikum die Solisten Jascha Heifetz und Yehudi Menuhin vor.
Nach 1928 dirigierte er u. a. die Orchester der Opéra de Monte-Carlo, des Casino de Vichy, der Concerts Colonne und der Pariser Oper, wo er u. a. Wagners Ring des Nibelungen aufführte. 1939 trat er erstmals in den USA mit dem New York Philharmonic Orchestra auf. 1940 flüchtete er vor der deutschen Invasion zunächst nach Marseille, später nach Monte Carlo, wo er Chefdirigent an der Oper wurde.
Nach dem Zweiten Weltkrieg arbeitete er zunächst mit dem Orchester der Concerts Colonne und trat in ganz Europa u. a. mit den Wiener Philharmonikern auf. Nach einer USA-Tournee, die ihn als Gastdirigenten nach Boston, New York, Cincinnati, Philadelphia, Pittsburgh and Chicago führte, übernahm er 1951 die Leitung des Detroit Symphony Orchestra, die er bis 1962 innehatte. Danach arbeitete er als Gastdirigent mit Sinfonieorchestern u. a. in den USA, Frankreich und Israel.

## Ehrungen
- 1911 Prix de Rome
- 1967 Großoffizier des Grimaldi-Orden
- 1971 Großkreuz des Ordre national du Mérite
- 1975  Großkreuz der Ehrenlegion
- Mitglied der Académie des Beaux-Arts
- Ehrenbürger von Detroit (Michigan), Diemeringen  (Département Bas-Rhin), Le Tréport (Département Bas-Rhin) und Monaco
- Médaille de la Ville de Paris

## Werke
- Tarantelle für Klavier
- Scherzetto für Klavier
- Impromptu für Klavier
- Vertige für Klavier
- Incertitude für Klavier
- Entêtement für Klavier
- Berceuse für Klavier
- Nuit d’Italie, Lied (Text von Paul Bourget)
- Laurette, Lied (Text von Alfred de Vigny)
- Sépulcre, Lied (Text von Leon Volade)
- Os Justi, Offertorium für Chor und Orgel, 1903
- Paroles à la lune, Lied (Text von Anna de Noailles), 1903
- Panis Angelicus für Stimme und Cello, 1904
- Dans les bois, Lied (Text von Gérard de Nerval), 1904
- Trio für Klavier, Violine und Violoncello, 1905
- Valse-Caprice für Klavier, 1906
- Sérénade für Violine oder Flöte und Klavier, 1908
- Sonate in c minor für Violine und Klavier, 1908
- Romance für Klavier, 1909
- Fantasie für Klavier und Orchester, 1909
- Portraits d’Enfants für Klavier, 1910
- Humoresque für Violine und Klavier, 1910
- Nocturne für Violine und Klavier, 1910
- La promesse, Lied (Text von Gabriel Montoya), 1910
- Acis et Galatée, Kantate, 1910
- Yanitza, lyrische Szene nach Georges Spitzmuller, 1911
- La plainte, Lied (Text von Lucien Paté), 1911
- Le papillon, Lied (Text von Jean Aicard), 1911
- Valse, sur un thème de Franz Schubert für Klavier, 1911
- Artémis troublée, Ballett von Léon Bakst, Ida Rubinstein gewidmet, 1911–12
- Impressions pour le piano, 1912
- Reflets romantiques für Klavier, 1912
- Le champ de bataille (Text von Theophile Gautier), 1912
- Trois mélodies (nach Th. Gautier), 1912
- Villanelle, Lied (Text von Th. Gautier), 1912
- Chanson violette (Text von Albert Samain), 1913
- Le chevrier, Lied (Text von José-Maria de Heredia), 1913
- Il est d’étranges soirs, Lied (Text von Albert Samain), 1913
- Viole, Lied (Text von Albert Samain), 1913
- Sept Pièces für Klavier, 1913
- Presto für Klavier, 1913
- Thème et Variations für Klavier, 1913
- Prélude en fa majeur für Klavier, 1913
- Allegro für Klavier, 1913
- Scherzo für Klavier, 1913
- Jeanne d'Arc, Oratorium (Text von Gabriel Montoya), 1913
- D’une âme... für Klavier, 1914
- Pièces pour quatre mains für Klavier, 1914
- In manus tuas für Stimme, Oboe und Orgel, 1914
- Quatuor in e minor (Streichquartett), 1919
- 1. Sonate in B-Dur für Violoncello und Klavier, 1919
- 2. Sonate in C-Dur für Violoncello und Klavier,
- Streichersinfonie, 1919
- Quatre poèmes de Jean Lahor, 1921
- Vocalise-Étude für mittlere Stimme, 1924
- Salve Regina für Chor a cappella, 1929
- Prélude, 1930
- Messe du cinquième centenaire de la mort de Jeanne d’Arc für Soli, Chor und Orchester, 1931
- Sinfonie Nr 1, 1934
- Sinfonie Nr. 2 1936